# Tetrodotoxin
Tetrodotoxin, thường được viết tắt là TTX, là một chất độc thần kinh mạnh. Tên của nó bắt nguồn từ bộ Cá nóc, một bộ bao gồm cá nóc, họ cá nóc nhím, cá mặt trăng, và họ Cá nóc gai; một số loài mang độc tố. Mặc dù tetrodotoxin được phát hiện ở loài cá này và tìm thấy ở một số loài động vật thủy sinh khác (ví dụ, trong bạch tuộc đốm xanh, sa giông da nhám và ốc mặt trăng), nó thực sự được sinh ra bởi vi trùng hoặc vi khuẩn cộng sinh nhất định như Pseudoalteromonas, Pseudomonas, và Vibrio cũng như các loài khác được tìm thấy ở các loài động vật.
Tetrodotoxin ức kích thích điện thế hoạt động trong các dây thần kinh bằng cách gắn vào các kênh natri cổng điện áp trong màng tế bào thần kinh và ngăn chặn sự di chuyển của các ion natri (chịu trách nhiệm cho giai đoạn tăng của điện thế hoạt động) vào trong tế bào thần kinh. Điều này ngăn hệ thống thần kinh gửi thông tin và do đó cơ bắp uốn cong để đáp ứng với kích thích thần kinh. 
Cơ chế tác động, ngăn chặn sự chọn lọc ion natri, được trình bày chi tiết vào năm 1964 bởi Toshio Narahashi và John W. Moore tại Đại học Duke, sử dụng kỹ thuật kẹp điện áp khoảng cách sucrose.